# St. Bartholomäus (Zorge)

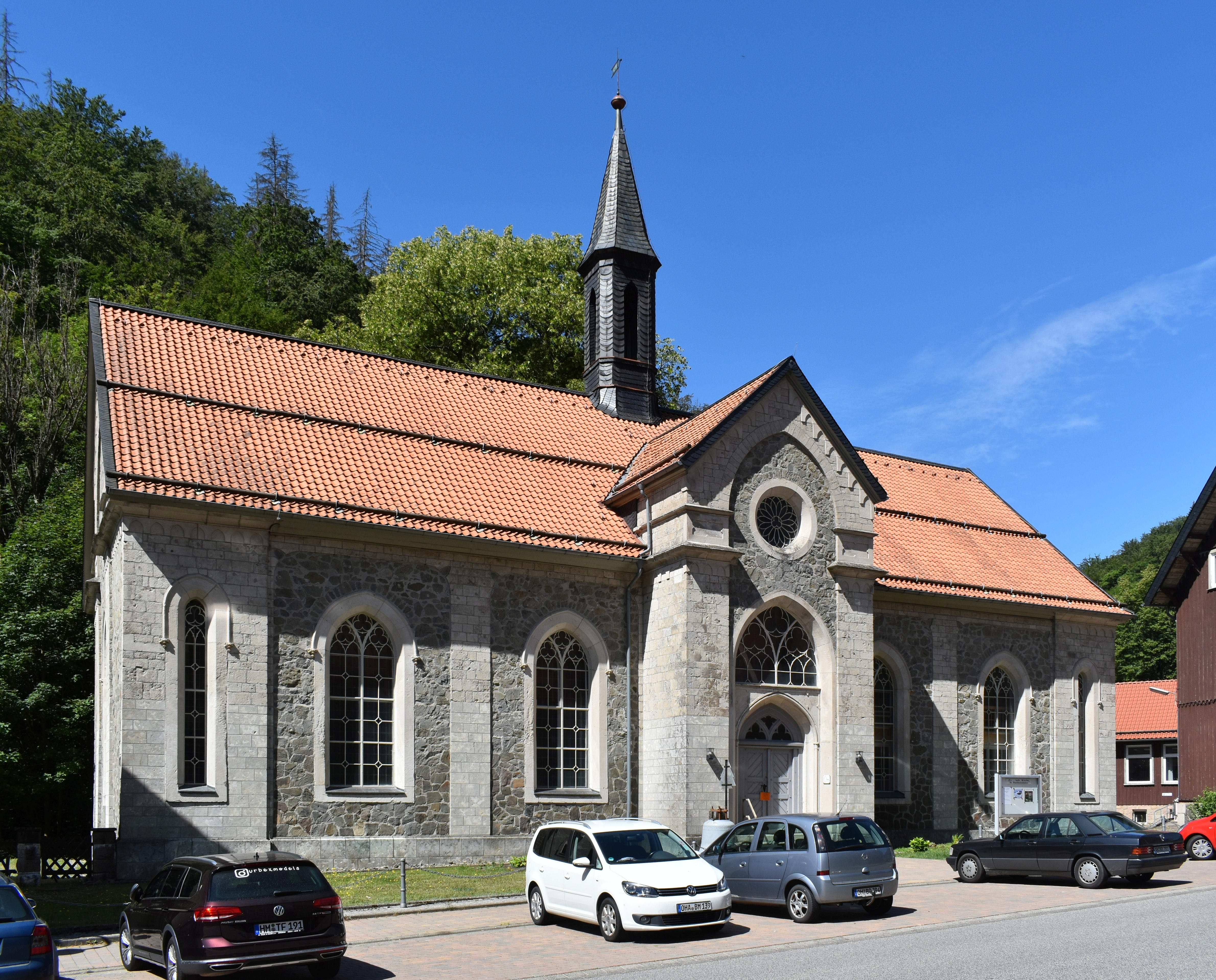
St. Bartholomäus

Die evangelisch-lutherische Kirche St. Bartholomäus steht in Zorge, einem Ortsteil der Gemeinde Walkenried im Harz im Landkreis Göttingen in Niedersachsen. Die Kirche steht unter Denkmalschutz. Die Kirchengemeinde gehört zur Propstei Bad Harzburg der Evangelisch-Lutherischen Landeskirche in Braunschweig.

## Geschichte
1577 wurde auf Veranlassung des Abtes des Klosters Walkenried am Südhang des Kirchenberges eine Kapelle gebaut, die bis 1698 genutzt wurde. 1740 wurde sie wegen Baufälligkeit abgerissen. Von 1702 bis 1704 wurde wegen wachsender Einwohnerzahlen an der Stelle der heutigen Kirche eine große Holzkirche mit Dachreiter gebaut. 1847 musste diese Kirche wegen Baufälligkeit abgerissen werden. An ihrer Stelle wurde nach einem Entwurf von Carl Theodor Ottmer ab 1847 eine neugotische Saalkirche gebaut, die am 14. August 1853 eingeweiht wurde. Wegen vorausgegangener Baumängel musste die Kirche ab 1983 saniert werden. Sie wurde am 26. April 1987 erneut eingeweiht.

## Beschreibung
Das Zyklopenmauerwerk des Kirchenschiffs besteht aus Grauwacke. Der Mittelrisalit an der Straßenseite, die Lisenen und die Gewände der Fenster bestehen aus Dolomit. Der Risalit, in dem sich das Portal befindet, prägt die Fassade. Aus dem Satteldach erhebt sich in der Mitte ein schiefergedeckter Dachreiter. Der Innenraum des traufständigen Baus ist längs ausgerichtet. Mit der Sanierung wurde das Kirchenschiff zum Gemeindezentrum umgebaut.